# Pahoroides
Genre
Pahoroides est un genre d'araignées aranéomorphes de la famille des Physoglenidae.

## Distribution
Les espèces de ce genre sont endémiques de Nouvelle-Zélande.

## Liste des espèces
Selon World Spider Catalog (version 18.0, 09/05/2017) :
- Pahoroides aucklandica Fitzgerald & Sirvid, 2011
- Pahoroides balli Fitzgerald & Sirvid, 2011
- Pahoroides confusa Fitzgerald & Sirvid, 2011
- Pahoroides courti Forster, 1990
- Pahoroides forsteri Fitzgerald & Sirvid, 2011
- Pahoroides gallina Fitzgerald & Sirvid, 2011
- Pahoroides kohukohu Fitzgerald & Sirvid, 2011
- Pahoroides whangarei Forster, 1990

## Publication originale
- Forster, Platnick & Coddington, 1990 : A proposal and review of the spider family Synotaxidae (Araneae, Araneoidea), with notes on theridiid interrelationships. Bulletin of the American Museum of Natural History, no 193, p. 1-116 (texte intégral).